# Jamaica a 2018-as birkózó-világbajnokságon
Jamaica a Budapesten rendezett 2018-as birkózó-világbajnokság egyik részt vevő nemzete volt, 2 sportolóval képviseltette magát.

## Eredmények

### Férfi szabadfogású birkózás
| Versenyző              | Versenyszám | Selejtező                                  | Nyolcaddöntő      | Negyeddöntő       | Elődöntő          | Vigaszág első kör | Vigaszág második kör | Bronz- mérkőzés   | Döntő             | Helyezés |
| Versenyző              | Versenyszám | Ellenfél Eredmény                          | Ellenfél Eredmény | Ellenfél Eredmény | Ellenfél Eredmény | Ellenfél Eredmény | Ellenfél Eredmény    | Ellenfél Eredmény | Ellenfél Eredmény | Helyezés |
| ---------------------- | ----------- | ------------------------------------------ | ----------------- | ----------------- | ----------------- | ----------------- | -------------------- | ----------------- | ----------------- | -------- |
| Yoandrys Grant Collazo | 65 kg       | Dimitar Ljubomirov Ivanov · Bulgária · 6–0 | kiesett           | kiesett           | kiesett           |                   |                      |                   |                   |          |

### Férfi kötöttfogású birkózás
| Versenyző                     | Versenyszám | Selejtező (64-es tábla)            | Selejtező (32-es tábla) | Nyolcaddöntő      | Negyeddöntő       | Elődöntő          | Vigaszág első kör | Vigaszág második kör | Bronz- mérkőzés   | Döntő             | Helyezés |
| Versenyző                     | Versenyszám | Ellenfél Eredmény                  | Ellenfél Eredmény       | Ellenfél Eredmény | Ellenfél Eredmény | Ellenfél Eredmény | Ellenfél Eredmény | Ellenfél Eredmény    | Ellenfél Eredmény | Ellenfél Eredmény | Helyezés |
| ----------------------------- | ----------- | ---------------------------------- | ----------------------- | ----------------- | ----------------- | ----------------- | ----------------- | -------------------- | ----------------- | ----------------- | -------- |
| Lesyan Osvaldo Cousin Otomuro | 87 kg       | İslam Abbasov · Azerbajdzsán · 5–2 | kiesett                 | kiesett           | kiesett           | kiesett           |                   |                      |                   |                   |          |